# 劲直白酒草
劲直白酒草（学名：Conyza stricta）为菊科白酒草属的植物。分布在印度、泰国、缅甸、尼泊尔、非洲以及中国大陆的广东、云南等地，生长于海拔1,600米至3,100米的地区，多生长于草坡荒地以及田边，目前尚未由人工引种栽培。

## 异名
- Conyza stricta Willd. var. pinnatifida (D. Don) Kitam.